# Jordan Jovtjev
Jordan Jovtjev (bulgariska: Йордан Йовчев Йовчев), född den 24 februari 1973 i Plovdiv, Bulgarien, är en bulgarisk gymnast.
Han tog OS-brons i ringar och OS-brons i fristående i samband med de olympiska gymnastiktävlingarna 2000 i Sydney.
Han tog OS-silver i ringar och OS-brons i fristående i samband med de olympiska gymnastiktävlingarna 2004 i Aten.